# Carebaco-Meisterschaft 1992
Die Carebaco-Meisterschaft 1992 im Badminton fand im August 1992 auf den Niederländischen Antillen in Willemstad statt.

## Sieger und Platzierte
| Disziplin    | Gold                         | Silber                        | Bronze                            |
| ------------ | ---------------------------- | ----------------------------- | --------------------------------- |
| Herreneinzel | Kenneth Erichsen             | Paul Leyow                    | Robert Richards                   |
| Herreneinzel | Kenneth Erichsen             | Paul Leyow                    | Oscar Brandon                     |
| Dameneinzel  | Debra O’Connor               | Maria Leyow                   | Terry Leyow                       |
| Dameneinzel  | Debra O’Connor               | Maria Leyow                   | Sabrina Cassie                    |
| Herrendoppel | Roy Paul jr. Robert Richards | George Hugh Paul Leyow        | Kingsley Ford Steven Mayne        |
| Herrendoppel | Roy Paul jr. Robert Richards | George Hugh Paul Leyow        | Kenneth Erichsen Renato Rosales   |
| Damendoppel  | Maria Leyow Terry Leyow      | Sabrina Cassie Debra O’Connor | Gloria Chung Caroline Vaughn      |
| Damendoppel  | Maria Leyow Terry Leyow      | Sabrina Cassie Debra O’Connor | Christine Leyow Chantal Voorbraak |
| Mixed        | Paul Leyow Terry Leyow       | Robert Richards Maria Leyow   | George Hugh Christine Leyow       |
| Mixed        | Paul Leyow Terry Leyow       | Robert Richards Maria Leyow   | David Lee Kim Debra O’Connor      |
| Teams        | Jamaika                      | Trinidad und Tobago           | Barbados                          |